# Alenia Aeronautica
Alenia Aeronautica (бывшая «Alenia Spazio», «Alenia Space») — бывшая итальянская корпорация авиастроения и космонавтики. Создана в 1990 году путём выделения подразделения холдинга Finmeccanica, занимающегося аэрокосмическими и военными проектами.
1 января 2012 года вошла в состав Alenia Aermacchi, структурное подразделение холдинга Finmeccanica (ныне Leonardo). 
Самостоятельно и в совместных с компаниями из Европы, Бразилии и США проектам компания создала или участвовала в создании ряда боевых, учебно-тренировочных, военно-транспортных самолётов и пассажирских авиалайнеров.
По заказам Итальянского космического агентства, Европейского космического агентства и НАСА компания создала или участвовала в создании ряда спутников, межпланетных станции, лёгкой ракеты-носителя «Вега» и имеет большой опыт изготовления герметичных космических модулей: шаттловской станции-лаборатории «Спейслэб», модулей Международной космической станции (МКС) («Коламбус», «Гармония», «Спокойствие», «Купол») и запускавшихся на «Шаттле» герметичные многоцелевые модули снабжения МКС (MPLM) «Леонардо» (затем переделанный в Герметичный многофункциональный модуль), «Рафаэль» и «Донателло».

## Авиационные проекты и продукция

### Собственные
- Alenia C-27 Spartan
- Alenia Aermacchi M-311
- Alenia Aermacchi MB-339
- Alenia Aermacchi M-346
- Alenia Aermacchi SF-260
- ATR 42 MP Surveyor
- ATR 72 ASW
- ATR 72 MP
- Alenia/Embraer AMX

### Совместные
- Eurofighter Typhoon
- Panavia Tornado
- KC-767A
- Sukhoi SuperJet 100

## Космические проекты и продукция
- Лаборатория Спейслэб, два герметичных модуля.
- Модули МКС «Коламбус» для ЕКА и «Гармония», «Спокойствие», «Купол» для НАСА.
- Многоцелевые модули снабжения МКС (MPLM) «Леонардо» (затем Герметичный многофункциональный модуль (PMM)), «Рафаэль» и «Донателло».
- прочие

## Участие в консорциумах
Вместе с бразильской компанией Embraer и итальянской компанией Aermacchi был образован международный авиастроительный консорциум AMX International.